# Landtagswahl in Lippe 1844
Die Landtagswahlen in Lippe 1844 waren die zweiten Wahlen im Fürstentum Lippe, die nach dem Wahlrecht des Landesgrundgesetzes für das Fürstentum Lippe vom 6. Juli 1836 durchgeführt wurden.

## Die Wahl
Nach der Verfassung waren 21 Abgeordnete in drei Kurien á je sieben Abgeordneten zu wählen. Die Ritterschaft, die Bürger der Städte und die Grundbesitzer der Dörfer und Flecken des Landes bestimmten je sieben Abgeordnete. Die Wahldauer betrug laut Verfassung sechs Jahre.
Ausnahme waren die Vertreter des ersten Standes, die jeweils vor der Landtagssession (1845 und 1847) neu gewählt wurden.
Im Rahmen der Märzrevolution wurde der Landtag 1848 zu zwei Landtagssessionen zusammengerufen. Im April 1849 wurde dann nach neuem Wahlrecht der neue Landtag, die Volkskammer, gewählt und das Mandat des alten Landtags endete.

## Liste der Abgeordneten
Gewählt wurden:
| Stand    | Abgeordneter                                                                              | Anmerkung                                             |
| -------- | ----------------------------------------------------------------------------------------- | ----------------------------------------------------- |
| 1. Stand | von Blomberg (Iggenhausen)                                                                | (1845)                                                |
| 1. Stand | Johann von Stietencron (Gut Schötmar)                                                     | (1845, 1847)                                          |
| 1. Stand | von Reden (Wendlinghausen)                                                                | (1845, 1847)                                          |
| 1. Stand | von Kerßenbrock (Schloss Barntrup)                                                        | (1845, 1847)                                          |
| 1. Stand | von Borries (Hovedissen)                                                                  | (1845)                                                |
| 1. Stand | von Hoffmann (Steinbeck) (Ersatz für von Blomberg)                                        | (1847)                                                |
| 1. Stand | Amtmann Hornhardt (Gut Borkhausen)                                                        | (1845, 1847)                                          |
| 1. Stand | Gutsbesitzer Niemeyer (Gut Herberhausen)                                                  | (1845, 1847)                                          |
| 2. Stand | Bürgermeister Ernst (Lemgo)                                                               |                                                       |
| 2. Stand | Syndikus Bernhard Meyer (Schriftsteller) (Horn) (1847: Bürgermeister Schierenberg (Horn)) |                                                       |
| 2. Stand | Bürgermeister Böhmer (Blomberg)                                                           |                                                       |
| 2. Stand | Rat Antze (Uflen) (1847: Bürgermeister Capellen)                                          |                                                       |
| 2. Stand | Syndikus Runnenberg (Detmold)                                                             |                                                       |
| 2. Stand | Syndikus Hildebrandt (Barntrup)                                                           |                                                       |
| 2. Stand | Amtmann Karl Heinrich Piderit (Neustadt Detmold)                                          |                                                       |
| 3. Stand | Meier Schönlau zu Remmighausen                                                            | Erster Wahldistrikt: Ämter Detmold und Horn           |
| 3. Stand | Meier Busse zu Orenhausen                                                                 | Zweiter Wahldistrikt: Amt Lage                        |
| 3. Stand | Amtmann Carl Theodor Heldman zu Oerlinghausen                                             | Dritter Wahldistrikt: Amt Barenholz                   |
| 3. Stand | Kanzleirat Moritz Leopold Petri zu Detmold                                                | Vierter Wahlbezirk: Amt Varenholz                     |
| 3. Stand | Meier Hagemeister zu Wiembeck                                                             | Fünfter Wahldistrikt: Ämter Brake und Lipperode       |
| 3. Stand | Advokat Dr. jur. Meyer zu Detmold                                                         | Sechster Wahlbezirk: Ämter Sterberg und Barnstrup     |
| 3. Stand | Kanzleidirektor Friedrich Ernst Ballhorn-Rosen (1847: Meier Oberbracht (Siebenhöfen))     | Siebter Wahldistrikt: Ämter Schieder und Schwalenberg |

## Der Ausschuss
Der Landtag sollte zweijährlich zu einer Landtagssession zusammenkommen. In der Zeit zwischen den Landtagen nahm ein Ausschuss die Aufgaben des Landtags wahr, der sich aus jeweils einem Abgeordneten jeder Kurie zusammensetzte. Der Landtag wählte für den ersten Stand Herrn von Stietencron, für den zweiten Stand Kanzleirat Moritz Leopold Petri und für den dritten Stand Rat Antze (Uflen). Als Landessyndikus wurde Hofgerichtsauditor Dr. Rosen gewählt.